# Szymon Żurkowski
Szymon Piotr Żurkowski (ur. 25 września 1997 w Tychach) – polski piłkarz, występujący na pozycji pomocnika we włoskim klubie  Spezia.

## Kariera klubowa
Swoją piłkarską karierę rozpoczynał w klubie MOSiR Jastrzębie-Zdrój, gdzie występował na pozycji napastnika. W 2012 przeszedł do Gwarka Zabrze, w którego barwach reprezentował drużynę w ramach Centralnej Ligi Juniorów.
Cztery lata później podpisał kontrakt z Górnikiem Zabrze do czerwca 2020. Początkowo Żurkowski rozgrywał mecze tylko w trzecioligowych rezerwach, jednak w kolejnym sezonie zadebiutował w składzie pierwszoligowej drużyny. Wraz z awansem zabrzańskiego Górnika do Ekstraklasy, 15 sierpnia 2017 zadebiutował w najwyższej lidze rozgrywkowej, asystując przy zdobytym golu przeciwko Legii Warszawa wygranym przez zabrzański zespół 3:1. Łącznie w sezonie 2017/2018 wystąpił w 34 spotkaniach, w tym w 33 pojawił się w wyjściowej jedenastce.
28 stycznia 2019 Żurkowski podpisał kontrakt z ACF Fiorentiną. Umowa związała go z włoskim klubem do 30 czerwca 2023, zaznaczając że do końca sezonu 2018/19 będzie występować nadal w barwach Górnika Zabrze.
30 stycznia 2020 został wypożyczony do Empoli FC. Pierwszą bramkę w nowym klubie zdobył 17 lipca 2020, w przegranym 2:4 meczu z Virtus Entella.
12 stycznia 2023 został wypożyczony do Spezii Calcio, z obowiązkiem wykupu. Trzy dni później zadebiutował w drużynie, wchodząc na boisko w 83. minucie ligowego spotkania przeciwko Torino FC, wygranego 1:0.

## Kariera reprezentacyjna
W sierpniu 2017 otrzymał powołanie od selekcjonera Michniewicza do reprezentacji Polski U-21. Zadebiutował w niej 1 września 2017, rozgrywając mecz eliminacyjny do Mistrzostw Europy U-21 przeciwko Gruzji.
Żurkowski znalazł się również w szerokiej kadrze seniorskiej reprezentacji na Mistrzostwa Świata 2018 w Rosji, jednak ostatecznie nie otrzymał powołania na sam turniej od selekcjonera Adama Nawałki. 
W reprezentacji Polski zadebiutował 24 marca 2022 w zremisowanym 1:1 meczu towarzyskim ze Szkocją.
Został powołany przez Czesława Michniewicza na Mistrzostwa Świata 2022, ale nie zagrał w żadnym spotkaniu turnieju.

## Statystyki

### Klubowe
(aktualne na dzień 7 lipca 2020)
| Klub               | Sezon              | Liga               | Liga  | Liga   | Puchar kraju | Puchar kraju | Europa | Europa | Suma  | Suma   |
| Klub               | Sezon              | Liga               | Mecze | Bramki | Mecze        | Bramki       | Mecze  | Bramki | Mecze | Bramki |
| ------------------ | ------------------ | ------------------ | ----- | ------ | ------------ | ------------ | ------ | ------ | ----- | ------ |
| Gwarek Zabrze      | 2014/15            | Klasa A            | 4     | 1      | 0            | 0            | –      | –      | 4     | 1      |
| Gwarek Zabrze      | 2015/16            | Klasa okręgowa     | 1     | 0      | –            | –            | –      | –      | 1     | 0      |
| Gwarek Zabrze      | Ogólnie            | Ogólnie            | 5     | 1      | 0            | 0            | 0      | 0      | 5     | 1      |
| Górnik Zabrze      | 2016/17            | I liga             | 9     | 1      | 0            | 0            | –      | –      | 9     | 1      |
| Górnik Zabrze      | 2017/18            | Ekstraklasa        | 34    | 2      | 4            | 1            | –      | –      | 38    | 3      |
| Górnik Zabrze      | 2018/19            | Ekstraklasa        | 15    | 2      | 3            | 2            | 3      | 0      | 8     | 1      |
| Górnik Zabrze      | Ogólnie            | Ogólnie            | 58    | 5      | 7            | 3            | 3      | 0      | 68    | 8      |
| Empoli FC          | 2019/20            | Serie B            | 7     | 1      | –            | –            | –      | –      | 7     | 1      |
| ACF Fiorentina     | 2019/20            | Serie A            | 2     | 0      | –            | –            | –      | –      | 2     | 0      |
| Ogólnie w karierze | Ogólnie w karierze | Ogólnie w karierze | 69    | 6      | 7            | 3            | 3      | 0      | 79    | 9      |

### Reprezentacyjne
(aktualne na dzień 16 listopada 2022)
| Reprezentacja | Rok     | Występy | Gole |
| ------------- | ------- | ------- | ---- |
| Polska U-21   | 2017    | 5       | 1    |
| Polska U-21   | 2018    | 0       | 0    |
| Polska U-21   | 2019    | 1       | 1    |
| Ogólnie       | Ogólnie | 6       | 2    |
| Polska        |         |         |      |
| 2022          | 7       | 0       |      |
| Ogólnie       | Ogólnie | 7       | 0    |

| Mecze i gole w reprezentacji | Mecze i gole w reprezentacji | Mecze i gole w reprezentacji | Mecze i gole w reprezentacji | Mecze i gole w reprezentacji | Mecze i gole w reprezentacji | Mecze i gole w reprezentacji | Mecze i gole w reprezentacji |
| Polska                       | Polska                       | Polska                       | Polska                       | Polska                       | Polska                       | Polska                       | Polska                       |
| Lp.                          | Data                         | Miejsce                      | Przeciwnik                   | Wynik                        | Gol                          | Rozgrywki                    |                              |
| ---------------------------- | ---------------------------- | ---------------------------- | ---------------------------- | ---------------------------- | ---------------------------- | ---------------------------- | ---------------------------- |
| 1.                           | 24.03.2022                   | Glasgow, Szkocja             | Szkocja                      | 1:1                          |                              | towarzyski                   |                              |
| 2.                           | 01.06.2022                   | Wrocław, Polska              | Walia                        | 2:1                          |                              | LN 2022/2023                 |                              |
| 3.                           | 08.06.2022                   | Bruksela, Belgia             | Belgia                       | 1:6                          |                              | LN 2022/2023                 |                              |
| 4.                           | 11.06.2022                   | Rotterdam, Holandia          | Holandia                     | 2:2                          |                              | LN 2022/2023                 |                              |
| 5.                           | 14.06.2022                   | Warszawa, Polska             | Belgia                       | 0:1                          |                              | LN 2022/2023                 |                              |
| 6.                           | 25.09.2022                   | Cardiff, Walia               | Walia                        | 1:0                          |                              | LN 2022/2023                 |                              |
| 7.                           | 16.11.2022                   | Warszawa, Polska             | Chile                        | 1:0                          |                              | towarzyski                   |                              |

## Sukcesy
Klubowe
- Mistrzostwo Serie B: 2020-21 z Empoli FC

Wyróżnienie
- Odkrycie roku w Plebiscycie Piłki Nożnej: 2017